# Kathleen Lonsdale
Dame Kathleen Lonsdale, nata Kathleen Yardley (Newbridge, 28 gennaio 1903 – Londra, 1º  aprile 1971), è stata una fisica britannica, ricercatrice nel campo  della cristallografia, nonché attivista paladina per la riforma penitenziaria in UK.

## Biografia
Nasce in irlanda da una famiglia inglese. Nel 1919 ottiene una borsa di studio che le permette di laurearsi al Bedford College nel 1922. Nel 1924 ottiene il master in fisica all'University College. Entrò nel team di ricerca di William Henry Bragg alla Royal Institution e, successivamente, svolse attività di ricerca presso l'università di Leeds.
Nel 1929 provò, grazie alla cristallografia a raggi X, che il benzene è una molecola planare e che i legami di tale composto hanno lunghezza uguale ed intermedia tra un legame doppio e un legame singolo, pressoché assimilabile alla lunghezza dei legami presenti nella grafite. Nel 1931 applicò per prima la trasformata di Fourier veloce allo studio della struttura dell'esaclorobenzene.
Nominata fellow della Royal Society nel 1945 (fu la prima donna ad entrarvi insieme a Marjory Stephenson), docente dell'University College londinese nel 1946 e dame nel 1956, insegnò fino al 1968, divenendo poi docente emerito.
Nel 1927 sposò Thomas Jackson Lonsdale, con cui ebbe tre figli, Jane, Nancy e Stephen. Il suo alunno Karimat El-Sayed osservò come la Lonsdale riuscisse a bilanciare carriera professionale e ruolo materno. Convinta pacifista cristiana, durante la seconda guerra mondiale scontò un mese di prigione a Holloway per essersi rifiutata di prestare servizio civile.
Morì nel 1971 di cancro anaplastico.